# 泉親衡
泉 親衡（いずみ ちかひら、生没年不詳）は、鎌倉時代初期の信濃国の武将。鎌倉幕府御家人。信濃源氏の泉次郎公衡の子で泉親衡の乱の首謀者。通称は小次郎。名を親平とも書く。

## 出自
信濃国小県郡小泉荘（現長野県上田市）を本拠としたと言われる泉氏は、源満仲の五弟満快の曾孫・信濃守為公の後裔と伝えられ、親衡は満快の十代孫に当たる。親衡の同族とみられる泉八郎が、建久元年（1190年）11月の源頼朝上洛の際の随兵を務めている（『吾妻鏡』元年11月7日条）。しかし後述するように親衡には荒唐無稽な伝説が附与されたため、実像ははっきりしない。子孫は信濃国飯山（現飯山市）を拠点とし、泉氏として栄えた。

## 生涯
建暦元年（1211年）より源頼家の遺児千寿丸を大将軍に擁立して執権北条義時を打倒しようと図り、郎党の青栗七郎の弟で阿静坊安念という僧を北条氏に批判的な御家人に遣わし挙兵への協力を求めていたが、建暦3年（1213年）2月に千葉成胤によって安念が捕縛され、彼の自白により陰謀は露見。親衡に与した御家人十数人が捕縛された。親衡は鎌倉の違橋（たがえばし）に潜伏していたが、3月2日に遣わされた捕縛の使者と合戦に及び、その混乱に乗じて逐電した。この時の配下に青栗四郎・保科次郎・籠山次郎・市村近村、粟沢太郎らの名が見える。その後の親衡の行方は不明。
乱の後、小泉荘は北条泰時に没収され、泰時が荘内の室賀郷を善光寺に寄進した。

## 伝承・創作の中での泉親衡
埼玉県川越市小ヶ谷町にある瑶光山最明寺の縁起によると、親衡は千寿丸とともに当地に落ち延びて出家し「静海」と名乗り、文永2年5月19日（1265年7月3日）に88歳で没したとされ、静海の宝篋印塔も残るという。だが『吾妻鏡』『愚管抄』などによると千寿丸は和田合戦後の建暦3年（1213年）11月に祖母北条政子の命により法名を栄実として出家したが、建保2年（1214年）11月に京で和田氏の残党に擁立されて幕府方の襲撃を受け自害したとあり、信憑性に乏しい。
上記合戦時の奮闘ぶりにより後世大力の士として朝比奈義秀と並び称され、様々な伝説を産んだ。江戸時代には二代目福内鬼外（森島中良）が『泉親衡物語』と題した読本を著している。一方、信濃国の民話に登場する先史時代の泉小太郎と同一視されることにより、竜の化身としたり犀を退治したという昔話の主人公にもなっている。

## 関係史跡

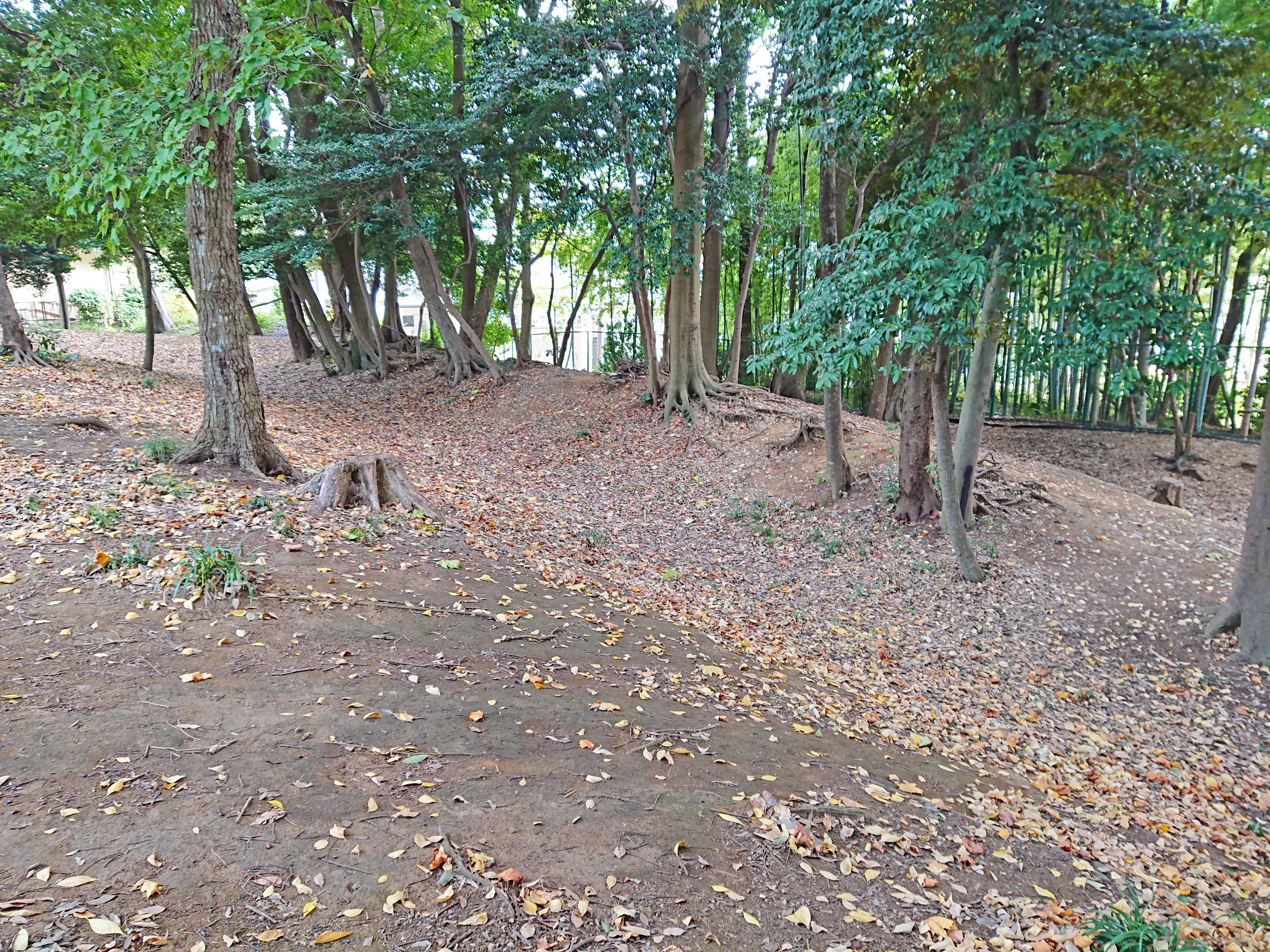
泉小次郎親衡館の土塁と空堀跡。

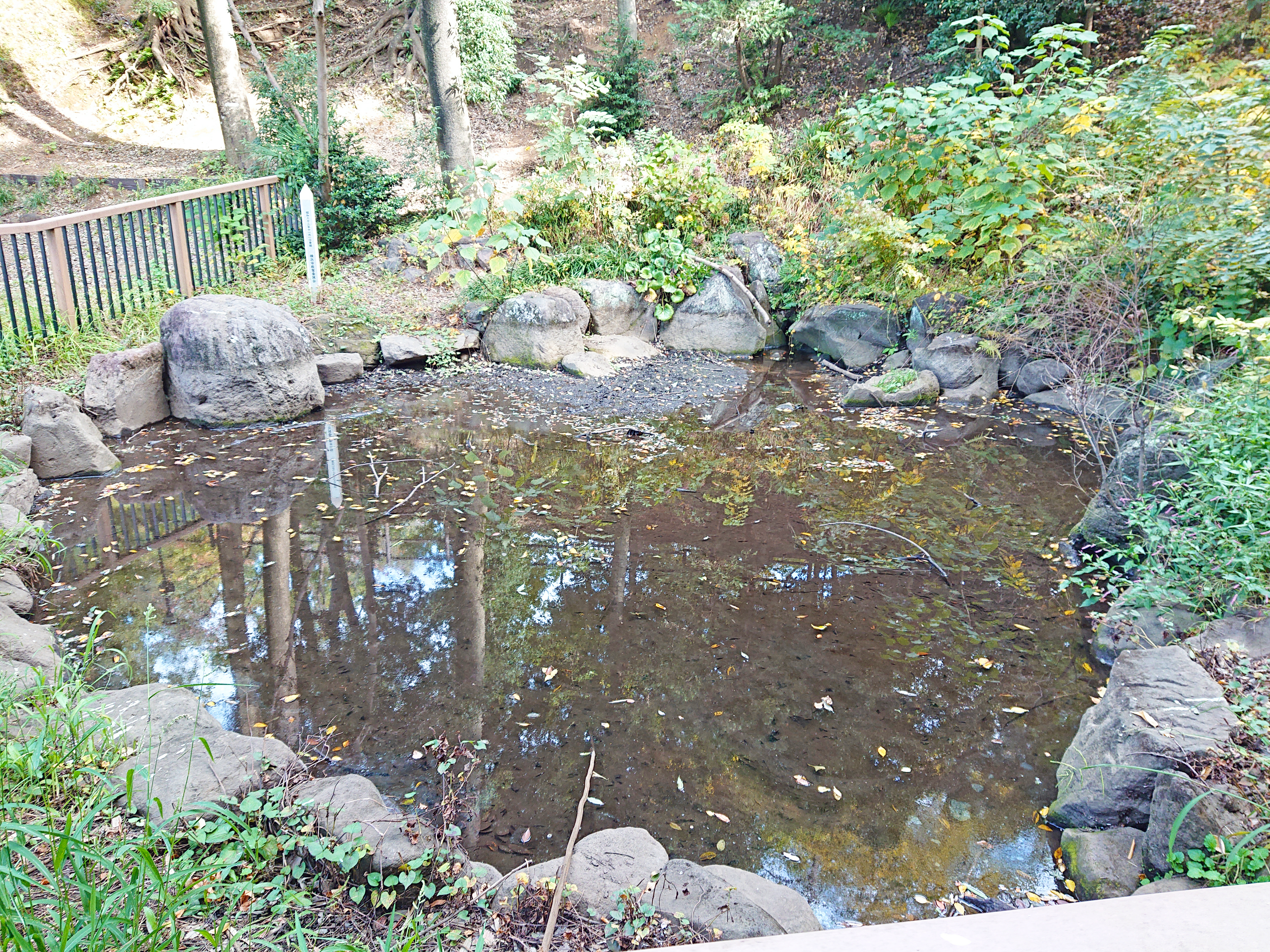
泉小次郎伝承地。小次郎馬洗いの池。

神奈川県横浜市泉区の泉中央公園には、親衡の関東での居館と伝わる城跡（泉小次郎親衡館）が残り（「泉小次郎馬洗いの池」も残る）、1988年（昭和63年）に横浜市登録地域史跡「泉小次郎伝承地」に登録されているが、これまでの発掘調査では本当に親衡に関わる遺跡かは良くわかっていない。
また泉中央公園の周りには、泉親衡が創建したと伝わる長福寺と須賀神社がある。